# سیارک ۴۶۹۱
سیارک ۴۶۹۱ (به انگلیسی: 4691 Toyen، نامگذاری:1983TU) چهار هزار و ششصد و نود و یکمین سیارک کشف شده‌است که در ۷ اکتبر ۱۹۸۳ کشف شد.
قدر مطلق سیارک برابر ۱۳٫۵۰ است.